# Windpark Anna Vosdijkpolder
Windpark Anna Vosdijkpolder is een windmolenpark met vijf windturbines van drie megawatt op het eiland Tholen in de gemeente Tholen in de Nederlandse provincie Zeeland. Sint-Annaland is het dichtst bij het park, ongeveer 2½ km naar het oosten.
Het park is in 2008 operationeel geworden. Het windpark wordt geëxploiteerd door Eneco. De opgewekte energie wordt met een 33 kV AC grondkabel naar het hoogspanningsstation Van Konijnenburgweg in Bergen op Zoom getransporteerd (ruim 25 km).